# Castianeira similis
Castianeira similis là một loài nhện trong họ Corinnidae.
Loài này thuộc chi Castianeira. Castianeira similis được Richard C. Banks miêu tả năm 1929.